# Янгибазар (Ташкентская область)
Янгибаза́р (узб. Yangibozor / Янгибозор "новый рынок") — городской посёлок (с 1973 года), административный центр Юкоричирчикского района Ташкентской области Узбекистана.
Посёлок характеризуется аграрной направленностью экономики, а промышленность представлена предприятиями по переработке сельскохозяйственного сырья.

## География
Посёлок расположен в 35 км от железнодорожной станции Ташкент. Через территорию посёлка протекает река Паркентсай и канал Карасу.

## Население
| 1979 | 1989 |
| ---- | ---- |
| 7928 | 8360 |